# Gromada Biskupice (Powiat Częstochowski)
Gromada Biskupice war eine Verwaltungseinheit in der Volksrepublik Polen zwischen 1954 und 1958. Verwaltet wurde die Gromada vom Gromadzka Rada Narodowa, dessen Sitz sich in Biskupice befand und der aus 9 Mitgliedern bestand.

Die Gromada Biskupice gehörte zum Powiat Częstochowski in der Woiwodschaft Katowice (damals Stalinogród) und bestand aus den ehemaligen Gromada Biskupice der aufgelösten Gmina Zrębice und den Waldflächen 113–119, 145–151, 160–167, 175–181, 189–194, 202–204 und 211–213 des Forstbezirks Olsztyn sowie den Waldflächen 110–112, 131–134 und 140–144 des Forstbezirks Złoty Potok.

Die Gromada wurde am 1. Januar 1958 aufgelöst und in die Gromada Olsztyn eingegliedert.